# Morosophoï
Le morosophoï, mot emprunté à Lucien de Samosate, chez Érasme est le « sage-fou », celui qui détient le savoir, mais ne dénigre pas pour autant la folie au profit de la raison.
On trouve également le terme morosophes.